# Wohnhausgruppe Reederstraße
Die Wohnhausgruppe Reederstraße befindet sich in Bremen, Stadtteil Mitte, Ortsteil Ostertor, Reederstraße 1 bis 14. Die Wohnhausgruppe entstand 1870. 
Das Ensemble steht seit 1973 unter Bremer Denkmalschutz.
Die kurze Reederstraße führt in Nord-Süd-Richtung von der Kreuzstraße bis zum Osterdeich an der Weser. Sie wurde 1868 angelegt und benannt nach den Reedern, den Eigentümern von Schiffen. 

## Geschichte
Nur 50 Häusern befanden sich zu Beginn des 19. Jahrhunderts noch in offener Bauweise vor dem Ostertor. 1849 wurden Gebiete vom Ortsteil Ostertor eingemeindet und die Bürger erhielten das volle Bürgerrecht von Bremen.

Die Nähe zur Weser führte 1870 zum Bau von Wohnhäusern für eine gehobene Mittelschicht, während am Osterdeich die Villen für eine Oberschicht entstanden.
Die zwei- und auch dreigeschossigen, dreiachsigen, klassizistischen Reihenhäuser mit Putzfassaden und Satteldächern an der Westseite der Straße sind einheitlich gestaltet. 
Der im Stadtteil häufig vorkommende Häusertyp Bremer Haus wurde in Bremen zwischen der Mitte des 19. Jahrhunderts und den 1930er Jahren errichtet. Charakteristisch sind das Souterrain als Tiefparterre, die tiefe Gebäudeform und der seitliche Eingang.

Das Landesamt für Denkmalpflege Bremen schrieb dazu: „...Reederstraße 1–15 sind typische Vertreter des ‚Bremer Hauses‘... und beeindruckt als Beispiel für den sehr schlichten Klassizismus einfacher Vorstadtstraßen.“
Heute (2018) werden die Häuser weiterhin für Wohnzwecke genutzt.  

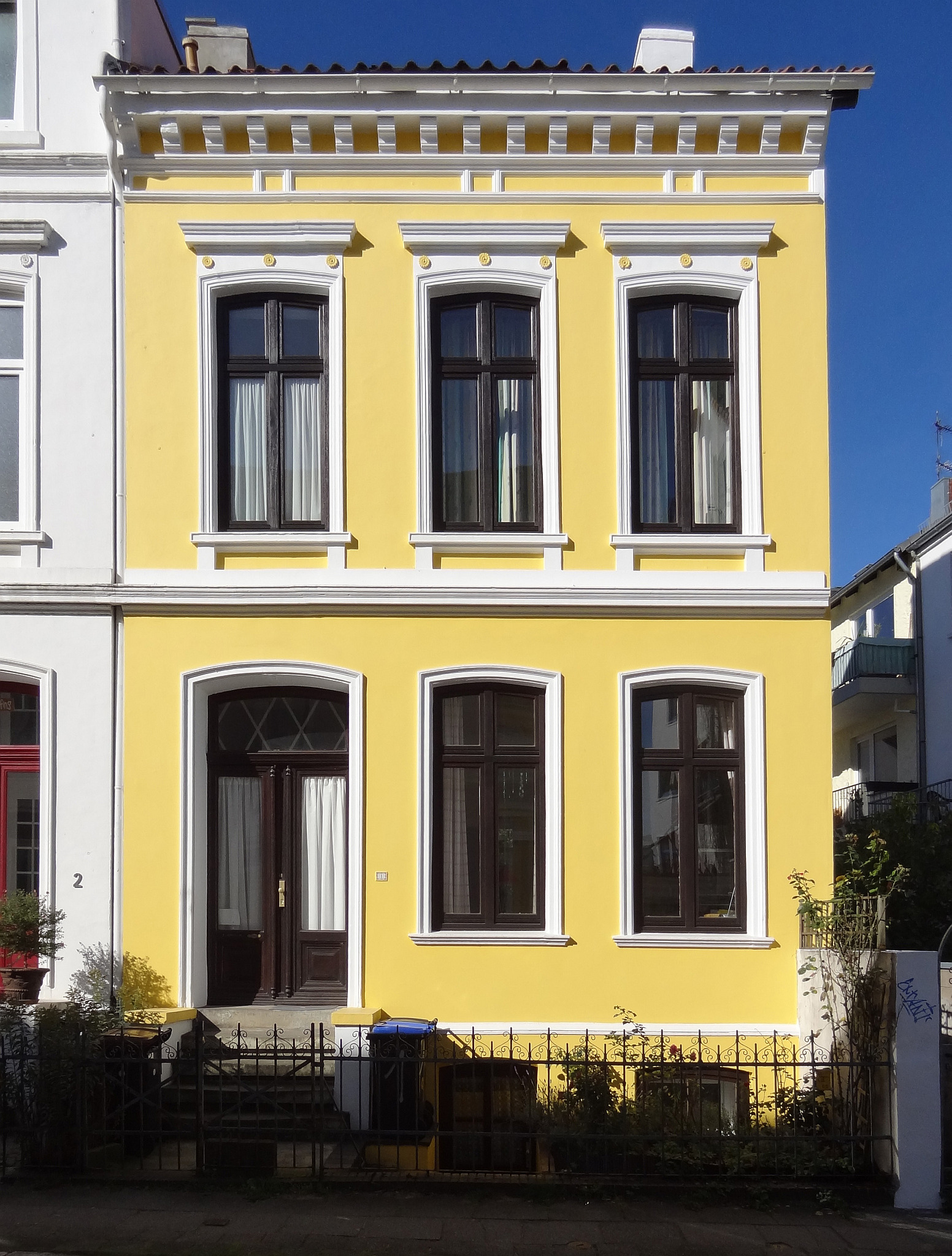
Nr. 1
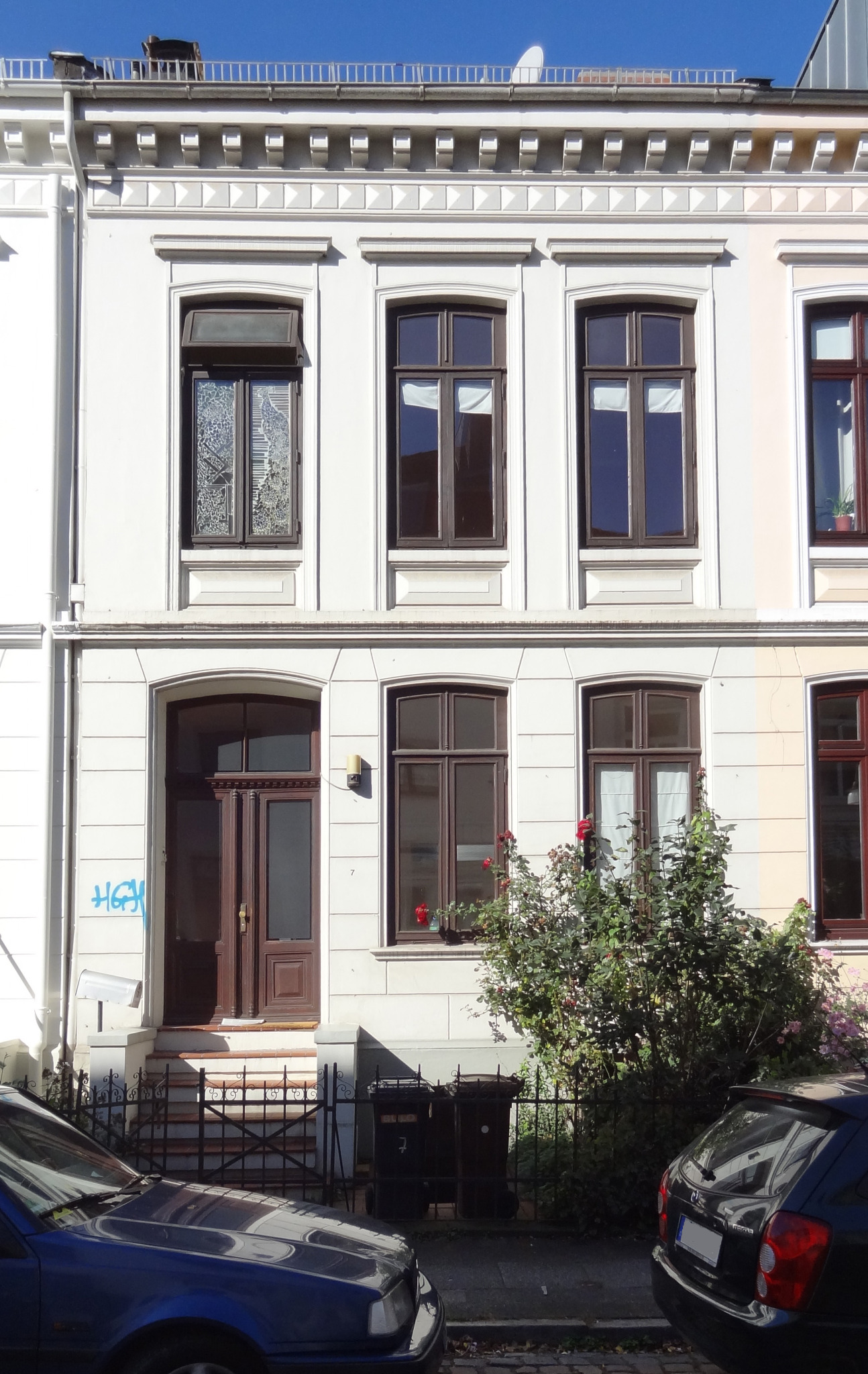
Nr. 7
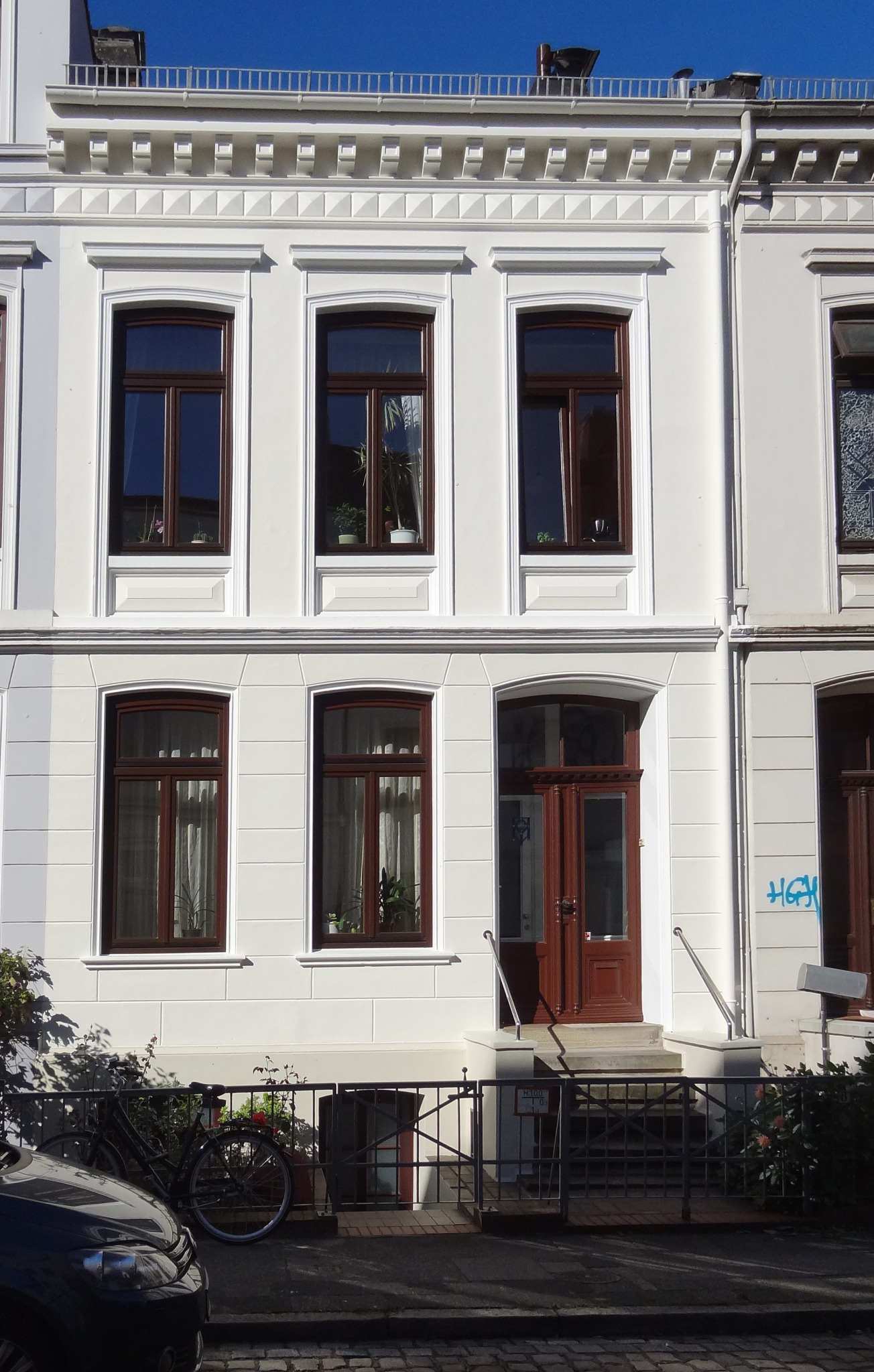
Nr. 8
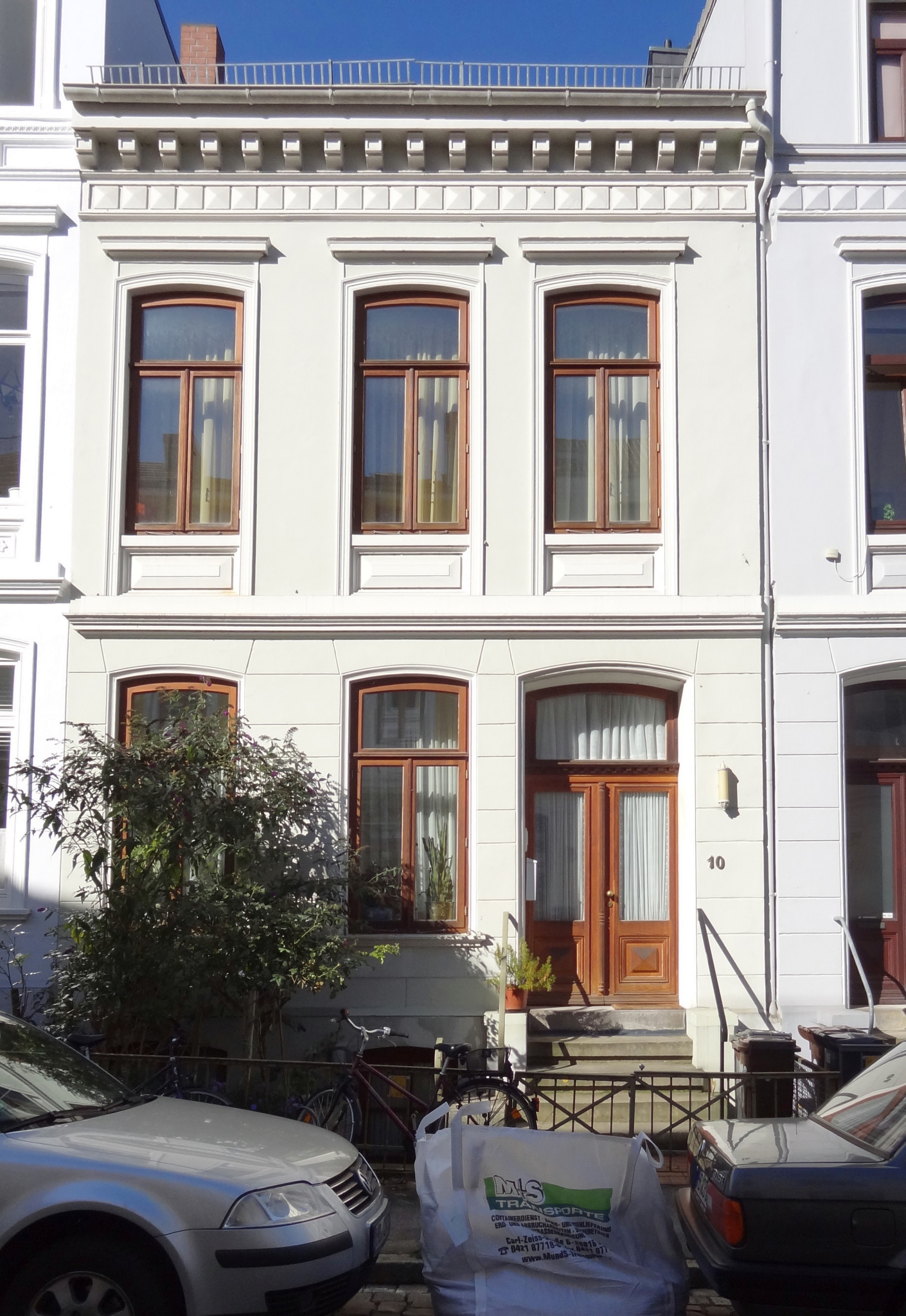
Nr. 10